# Mitchella exsula
Mitchella exsula är en loppart som beskrevs av Lewis 1970. Mitchella exsula ingår i släktet Mitchella och familjen fladdermusloppor. Inga underarter finns listade i Catalogue of Life.